# 消えた画 クメール・ルージュの真実
『消えた画 クメール・ルージュの真実』（きえたえ クメール・ルージュのしんじつ、フランス語：L'Image manquante）は、リティ・パニュ監督による2013年のカンボジア・フランスのクメール・ルージュに関するドキュメンタリー映画である。第66回カンヌ国際映画祭ではある視点部門で上映され、最高賞を獲得した。2013年のシネマニラ国際映画祭ではワールド・シネマ部門で上映され、審査員大賞を獲得した。第21回リュミエール賞ではドキュメンタリー賞を獲得し、また 第41回セザール賞ではドキュメンタリー賞にノミネートされた。
第86回アカデミー賞外国語映画賞にはカンボジア代表作として出品され、ノミネートに至った。映画の大半はニュースとドキュメンタリー映像であり、残りはポル・ポトにより掌握されるカンボジアが土人形を使って描かれる。

## ナレーター
- ランダル・ドゥー (オリジナルフランス語版)
- Jean-Baptiste Phou (英語版)[13][14]